# Австрия на «Евровидении-2005»
Австрия принимала участие в пятидесятом, юбилейном, выпуске телевизионного конкурса Евровидение-2005, который состоялся 19 и 21 мая в Киеве, Украина. Страну представляла фолк-группа Global Kryner с песней Y así, написанной её участниками Эди Кёльдорфером и Кристианом Шпёрком. Поскольку Австрии не удалось попасть в десятку лучших по итогам финала конкурса Евровидение-2004, то стране пришлось участвовать в полуфинале. По итогам полуфинала Австрия заняла 21-е место из 25 стран, набрав 30 баллов. Из-за плохого результата страна отказалась от участия на Евровидение-2006. Поэтому, Y así стала предшественницей австрийской заявки на Евровидение-2007 Get a Life – Get Alive в исполнении Эрика Папилайи. Полуфинал и финал конкурса были показаны ORF на канале ORF zwei с комментариями Энди Кнолля. Глашатаем, объявлявшим очки австрийских телезрителей в финале, была Додо Рошич.

## Предыстория
Перед участием на Евровидение-2005 Австрия уже принимала участие в этом конкурсе 39 раз с момента своего дебюта в 1957 году. За это время страна выигрывала Евровидение только однажды: в 1966 году в Люксембурге с песней Merci, Chérie в исполнении Удо Юргенса. В 1967 году Австрия впервые проводила конкурс у себя в бальном зале дворца Хофбург в Вене. Помимо этого, Австрия семь раз оказывалась на последнем месте. В последний раз это произошло в 1991 году в Риме с песней Venedig im Regen в исполнении Томаса Форстнера. Трижды Австрия получала ноль очков: в 1962, 1988 и 1991 годах. На Евровидение-2004 бойзбэнд Tie Break с песней Du bist занял 21-е место в финале, набрав только 9 баллов.

## До «Евровидения»

### Song.Null.Fünf
Начиная с 1957 года австрийская телекомпания ORF отвечает за организацию отбора заявки на Евровидение и дальнейшую трансляцию конкурса. С 2002 года ORF организовывала отбор заявки посредством проведения национального финала с участием нескольких артистов и песен. 17 сентября 2004 года телекомпания объявила о своём участии на Евровидение-2005 и открыла подачу заявок от артистов, имеющих контракт с лейблами звукозаписи. Все предложения были отрецензированы командой музыкальных профессионалов, которые номинировали четырёх исполнителей с двумя песнями каждого. 20 октября 2004 года DJ Ötzi объявил, что первоначально подавал заявку на участие в национальном финале, однако снял свою кандидатуру по причине того, что конкурсант должен подать две песни вместо одной. 10 января 2005 года на пресс-конференции представители ORF объявили список из пяти участников и десяти композиций для участия в Song.Null.Fünf. Среди них был представитель Австрии на Евровидение-2003 Альф Пойер. Кроме того, все песни, за исключением двух, Hotel, Hotel и Good Old Europe is Dying в исполнении Пойера, были сочинены на английском языке. Hotel, Hotel и Good Old Europe is Dying были сочинены на немецком языке.
Национальный финал под названием Song.Null.Fünf состоялся 25 февраля 2005 года в телецентре ORF в Вене. Ведущими были Мириам Вейхсельбраун и Кристиан Клеричи. Десять песен в исполнении пяти исполнителей прозвучали в финале, а победитель определялся путём голосов телезрителей из девяти земель Австрии и голосов с мобильного телефона посредством звонков и SMS.
| Порядковый номер | Исполнитель   | Название песни           | Голоса | Место |
| ---------------- | ------------- | ------------------------ | ------ | ----- |
| 1                | Global Kryner | Y así                    | 102    | 1     |
| 2                | Джейд Дэвис   | Just Like That           | 22     | 9     |
| 3                | Альф Пойер    | Hotel, Hotel             | 51     | 7     |
| 4                | Mystic Alpin  | Back Home                | 73     | 4     |
| 5                | Marque        | Who U R                  | 53     | 6     |
| 6                | Global Kryner | Dreaming                 | 54     | 5     |
| 7                | Джейд Дэвис   | Perfect World            | 19     | 10    |
| 8                | Альф Пойер    | Good Old Europe is Dying | 98     | 2     |
| 9                | Mystic Alpin  | One World                | 74     | 3     |
| 10               | Marque        | In the Universe          | 34     | 8     |

### Скандал
Национальный финал вызвал споры из-за формата, который был изменен незадолго до шоу (первоначальный формат включал два раунда публичного голосования, где одна песня от каждого исполнителя выбиралась из первого раунда для перехода во второй раунд). Когда результаты были опубликованы, 80% из 337 179 зарегистрированных голосов были поданы с мобильных телефонов, но распределились ровно столько же баллов, сколько каждая федеральная земля. Также выяснилось, что «Good Old Europe Is Dying» в исполнении Альфа Пойера получила наибольшее количество голосов (на 45 000 голосов больше, чем «Y así»), но заняла второе место из-за системы голосования. Менеджер Пойера Рене Берто заявил: «Мы предпочитаем быть моральными победителями, а не одерживать дешевую победу. Global Kryner победил не из-за фанатов, а из-за изменения системы голосования ORF в последнюю минуту».

## На «Евровидении»
Поскольку Австрия не была среди тех стран-участниц предыдущего выпуска Евровидения, которые оказались в десятке лучших, то согласно действовавшим на тот момент правилам о квалификации ей пришлось участвовать в полуфинале, который состоялся 19 мая 2005 года. Выступив в полуфинале под номером 1, открыв, тем самым, конкурсную программу, Австрии не удалось пройти квалификацию и выйти в финал. Позже было объявлено, что страна заняла 21-е место из 25 стран, набрав 30 баллов. Из-за плохого результата страна отказалась от участия на Евровидение-2006. Австрия вернулась в 2007 году. 12 баллов австрийские телезрители присудили Хорватии в полуфинале, Сербии и Черногории - в финале. Россия не присудила Австрии ни одного балла в полуфинале.

### Голосование
| Очки      | Страна              |
| --------- | ------------------- |
| 12 баллов |                     |
| 10 баллов | - Словения          |
| 8 баллов  |                     |
| 7 баллов  | - Андорра           |
| 6 баллов  | - Швейцария         |
| 5 баллов  | - Албания           |
| 4 балла   |                     |
| 3 балла   |                     |
| 2 балла   |                     |
| 1 балл    | - Германия - Греция |

| Очки      | Страна    |
| --------- | --------- |
| 12 баллов | Хорватия  |
| 10 баллов | Румыния   |
| 8 баллов  | Молдова   |
| 7 баллов  | Венгрия   |
| 6 баллов  | Дания     |
| 5 баллов  | Польша    |
| 4 балла   | Македония |
| 3 балла   | Словения  |
| 2 балла   | Норвегия  |
| 1 балл    | Швейцария |

| Очки      | Страна               |
| --------- | -------------------- |
| 12 баллов | Сербия и Черногория  |
| 10 баллов | Босния и Герцеговина |
| 8 баллов  | Хорватия             |
| 7 баллов  | Турция               |
| 6 баллов  | Румыния              |
| 5 баллов  | Мальта               |
| 4 балла   | Греция               |
| 3 балла   | Албания              |
| 2 балла   | Молдова              |
| 1 балл    | Израиль              |